# NGC 1391
NGC 1391 est une galaxie lenticulaire située dans la constellation de l'Éridan. NGC 1391 a été découverte par l'astronome américain Francis Leavenworth en 1886.

## Caractéristiques
Sa vitesse par rapport au fond diffus cosmologique est de 4 205 ± 40 km/s, ce qui correspond à une distance de Hubble de 62,0 ± 4,4 Mpc (∼202 millions d'al).
À ce jour, une mesure non basée sur le décalage vers le rouge (redshift) donne une distance d'environ 69,200 Mpc (∼226 millions d'al). Cette valeur est légèrement à l'extérieur des valeurs de la distance de Hubble. Notons cependant que c'est avec la valeur moyenne des mesures indépendantes, lorsqu'elles existent, que la base de données NASA/IPAC calcule le diamètre d'une galaxie et qu'en conséquence le diamètre de NGC 1391 pourrait être d'environ 34,5 kpc (∼113 000 al) si on utilisait la distance de Hubble pour le calculer.